# Fay Bainter
Fay Okell Bainter, född 7 december 1893 i Los Angeles, Kalifornien, död 16 april 1968 på samma plats, var en amerikansk oscarsbelönad skådespelare.

## Biografi

### Uppväxt
Fay Bainter föddes i Los Angeles, Kalifornien som dotter till Charles F. Bainter och Mary Okell. Under 1910 var hon en resande teaterskådespelerska. Hon gjorde sitt första framträdande på scenen som sexåring i The Jewess mot Nance O'Neil och hennes Broadwaydebut var i rollen som Celine Marinter i The Rose of Panama (1912). Hon framträdde i ett antal framgångsrika pjäser i New York som East is West, The Willow Tree och Dodsworth. År 1926 framträdde hon med Walter Abel i en Broadwayproduktion av Channing Pollocks The Enemy.

### Karriär
MGM övertalade Bainter att prova roller i filmer, och hennes filmdebut blev i This Side of Heaven (februari 1934), samma år syntes hon i Dodsworth på Broadway. Bainter nådde snabbt framgång, och 1938 blev hon den första skådespelare att samma år bli nominerad för både Oscar för bästa kvinnliga huvudroll, för White Banners (1938), och Oscar för bästa kvinnliga biroll, för Skandalen kring Julie (1938), för att vinna för den senare. Sedan dess har endast nio andra skådespelare fått dubbla nomineringar på ett enda år. År 1940 spelade hon Mrs. Gibbs i filmproduktionen av Thornton Wilders pjäs Vår stad. År 1945 spelade hon Melissa Frake i Rodgers och Hammersteins musikal Vår i luften. Hon blev återigen nominerad till en Oscar för bästa kvinnliga biroll för sin roll i The Children's Hour (1961). Slutligen, år 1962, dök Fay upp som gäststjärna i The Donna Reed Show.
Hon har en stjärna på Hollywood Walk of Fame vid 7021 Hollywood Boulevard i Hollywood.

### Privatliv
Fay Bainter och Reginald Venable gifte sig den 8 juni 1921 i Riverside, Kalifornien. Paret fick en son, Reginald Venable Jr (1926-1974), som blev skådespelare. Bainter var moster till skådespelerskan Dorothy Burgess.
Tillsammans med hennes man, Reginald Venable, som var en militär, är paret begravda på Arlingtonkyrkogården.

## Filmografi

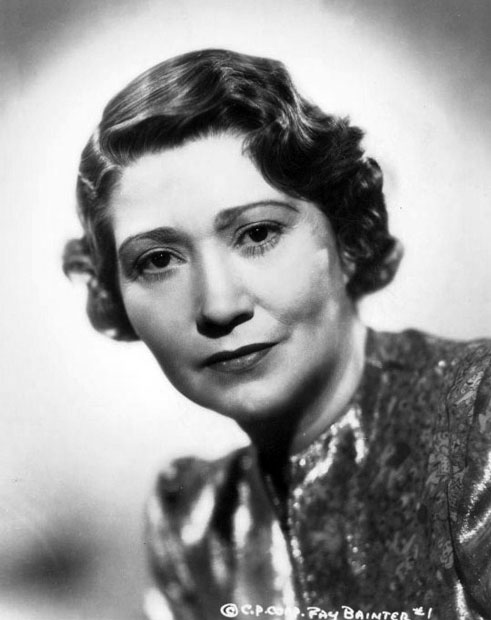
Fay Bainter 1939.

| År   | Titel                           | Roll                       | Notering |
| ---- | ------------------------------- | -------------------------- | --- |
| 1934 | This Side of Heaven             | Francene Turner            | |
| 1937 | Den muntra maskeraden           | Susan Throssel             | |
| 1937 | The Soldier and the Lady        | Strogoff's Mother          | |
| 1937 | Skymning                        | Anita Cooper               | |
| 1938 | White Banners                   | Hannah Parmalee            | Nominerad — Oscar för bästa kvinnliga huvudroll |
| 1938 | Skandalen kring Julie           | Aunt Belle                 | Oscar för bästa kvinnliga biroll |
| 1938 | Mother Carey's Chickens         | Mrs. Margaret Carey        | |
| 1938 | The Arkansas Traveler           | Mrs. Martha Allen          | |
| 1938 | The Shining Hour                | Hannah Linden              | |
| 1939 | Yes, My Darling Daughter        | Ann "Annie" Murray         | |
| 1939 | The Lady and the Mob            | Hattie Leonard             | |
| 1939 | Den oväntade gästen             | Nancy "Nan" Masters        | |
| 1939 | Our Neighbors – The Carters     | Ellen Carter               | |
| 1940 | Unge Edison                     | Mrs. Samuel (Nancy) Edison | |
| 1940 | Vår lilla stad                  | Mrs. Julia Hersey Gibbs    | |
| 1940 | A Bill of Divorcement           | Margaret "Meg" Fairfield   | |
| 1940 | Maryland                        | Charlotte Danfield         | |
| 1941 | Babes on Broadway               | Miss "Jonesy" Jones        | |
| 1942 | Årets kvinna                    | Ellen Whitcomb             | |
| 1942 | The War Against Mrs. Hadley     | Stella Hadley              | |
| 1942 | Det kommer en dag               | Trudy Strauss              | |
| 1942 | Mrs. Wiggs of the Cabbage Patch | Mrs. Elvira Wiggs          | |
| 1943 | Vi människor                    | Mrs. Macauley              | |
| 1943 | Presenting Lily Mars            | Mrs. Thornway              | |
| 1943 | Storm över Filippinerna         | Jennie Bailey              | |
| 1943 | Cry 'Havoc'                     | Captain Alice Marsh        | |
| 1944 | The Heavenly Body               | Margaret Sibyll            | |
| 1944 | Dark Waters                     | Aunt Emily                 | |
| 1944 | Three Is a Family               | Frances Whittaker          | |
| 1945 | Vår i luften                    | Melissa Frake              | |
| 1946 | Grabben från Brooklyn           | Mrs. E. Winthrop LeMoyne   | |
| 1946 | The Virginian                   | Mrs. Taylor                | |
| 1947 | Deep Valley                     | Ellie Saul                 | |
| 1947 | Här kommer en annan             | Mrs. Eunice Mitty          | |
| 1948 | Give My Regards to Broadway     | Fay Norwick                | |
| 1948 | June Bride                      | Paula Winthrop             | |
| 1951 | Close to My Heart               | Mrs. Morrow                | |
| 1953 | The President's Lady            | Mrs. Donaldson             | |
| 1961 | Ryktet                          | Mrs. Amelia Tilford        | Laurel Award för bästa kvinnliga biroll (2:a plats) Nominerad — Oscar för bästa kvinnliga biroll Nominerad — Golden Globe Award för bästa kvinnliga biroll - Film |